# 熊勉學
熊勉學（1521年—？），字懋倫，號明軒，河南汝寧府儀衛司籍，江西德化縣人，明朝政治人物。

## 生平
嘉靖二十五年（1546年）丙午科河南鄉試第七十三名舉人。嘉靖二十六年（1547年）中式丁未科會試第四十五名，登第三甲第一名進士。工部觀政，授大理寺评事，历官寺副、大理寺右寺正，二十九年十二月恤刑山西。出为凤阳府知府。升湖广常镇兵备副使，复除贵州副使，升雲南右参政。

## 家族
曾祖熊旺；祖父熊鼐，義官；父熊選，貢士。母鄧氏。慈侍下。兄勉仁、勉誠。弟勉甲。子熊應乾。